# Illinka (hromada Kurachowe)
Illinka (ukr. Іллінка) – osiedle na Ukrainie, w obwodzie donieckim, w rejonie pokrowskim, w hromadzie Kurachowe. W 2001 liczyło 460 mieszkańców.